# IC 1093
IC 1093 ist eine Balken-Spiralgalaxie vom Hubble-Typ SBbc im Sternbild Bärenhüter am Nordsternhimmel. Sie ist schätzungsweise 599 Millionen Lichtjahre von der Milchstraße entfernt.
Das Objekt wurde am 8. Juli 1891 von Stéphane Javelle entdeckt.